# C.J. Cherryh
C.J. Cherryh, pseudoniem van Carolyn Janice Cherry (St. Louis, Missouri, 1 september 1942) is een Amerikaans auteur. Ze heeft meer dan vijftig sciencefiction- en fantasyboeken geschreven, waarvan Cyteen waarschijnlijk het bekendste is. Met dit boek won ze zowel een Hugo als de Locus Award. In 1977 kreeg ze de John W. Campbell Award for Best New Writer. Ze won ook nog Hugo's in 1979 voor het kort verhaal Cassandra en in 1982 voor de roman Downbelow Station. In 2016 werd de Nebula Grand Master Award aan haar toegekend.
Voor haar schrijverscarrière studeerde ze klassieke talen aan de Universiteit van Oklahoma en de Johns Hopkins University. Ze leeft in Spokane, Washington.

## Sciencefiction

### Het Alliance-Union Universum

#### The Company Wars
- Downbelow Station (1981)
- Heavy Time (1991)
- Hellburner (1992)

#### The Era of Rapprochement
- Serpent's Reach (1980)
- Merchanter's Luck (1982)
- Forty Thousand in Gehenna (1983)
- Rimrunners (1989)
- Tripoint (1994)
- Finity's End (1998)
- Cyteen (1988)

#### De Chanur romans
- The Pride of Chanur (1981)
- Chanur's Venture (1984)
- The Kif Strike Back (1985)
- Chanur's Homecoming (1986)
- Chanur's Legacy (1992)

#### The Mri Wars
- The Faded Sun: Kesrith (1978, Ned. De Gedoofde Zon: Kesrith)
- The Faded Sun: Shon'Jir (1978)
- The Faded Sun: Kutath (1979)

#### Merovingen Nights (Mri Wars Period)
- Angel with the Sword (1985)

#### The Age of Exploration
- Port Eternity (1982)
- Voyager in Night (1984)
- Cuckoo's Egg (1985)

#### The Hanan Rebellion
- Brothers of Earth (1976)
- Hunter of Worlds (1977)

### De Morgaine cyclus
- Gate of Ivrel (1976, Ned. Poort van Ivrel)
- Well of Shiuan (1978, Ned. Welput van Shiuan)
- Fires of Azeroth (1979)
- Exile's Gate (1988)

### Het Foreigner Universum
- Foreigner (1994)
- Invader (1995)
- Inheritor (1996)
- Precursor (1999)
- Defender (2001)
- Explorer (2003)
- Destroyer (2005)
- Pretender (2006)
- Deliverer (2007)
- Conspirator (2009)

### Overige sciencefiction
- Hestia (1979)
- Wave Without a Shore (1981, Ned. De Laatste Oever)
- Hammerfall (2001)
- The Wilding (2004)

## Fantasy
- Angel with the Sword (1985)
- Legions of Hell (1987)
- The Paladin (1988)
- Rusalka (1989, Ned. Rusalka)
- Chernevog (1990, Ned. Tsjernevog)
- Yvgenie (1991)
- The Goblin Mirror (1992)
- Faery in Shadow (1994)

### Fortress-serie
- Fortress in the Eye of Time (1995)
- Fortress of Eagles (1998)
- Fortress of Owls (2000)
- Fortress of Dragons (2001)
- Fortress of Ice (2006)

### Ealdwood
- The Dreamstone (1983, Ned. De Droomsteen)
- The Tree of Swords and Jewels (1983)